# Теплов, Алексей Фёдорович
Алексей Фёдорович Теплов (23 сентября 1911, Петропавловск — 16 февраля 1978, Омск) — советский театральный актёр, народный артист РСФСР (1966).

## Биография
Алексей Фёдорович Теплов родился 23 сентября 1911 года в Петропавловске Акмолинской области (сейчас Казахстан) в семье бухгалтера. Вскоре семья переехала в Омскую область, потом — в Барнаул, а в 1919 году — в Омск. Ещё учась в школе, начал играть в театре. В 8-м классе впервые участвовал в массовых сценах спектакля городского театра «Рельсы гудят» В. Киршона (режиссёр Б. Г. Артаков). В 1930 году учился на курсах актёров вспомогательного состава Сибирского театра актерского мастерства в Омске, участвовал в эпизодических ролях.
В 1931—1933 годах играл в Крымском драматическом театре им. М. Горького. В 1935—1937 и 1940—1950 годах вновь выступал в Омском драматическом театре. В 1937—1940 годах был актёром Калужском драматическом театре. В 1950—1956 годах — в Кировском драматическом театре, в 1956—1959 годах — в Астраханском драматическом театре.
С 1958 года до конца жизни играл в родном Омском театре драмы, где стал ведущим актёром. Его отличали природное чувство юмора, искренняя вера в предлагаемые обстоятельства, азарт и трудолюбие в творческом процессе, что сформировало его как мастера виртуозной комедийной техники.
Умер 16 февраля 1978 года. Похоронен на Старо-Северном кладбище.

## Награды и премии
- Заслуженный артист РСФСР (1953).
- Народный артист РСФСР (1968).

## Работы в театре
- 1930 — «Выстрел» А. Безыменского — Пищалов, вагоновожатый
- 1936 — «Оптимистическая трагедия» В. Вишневского — Вайнонен
- 1937 — «Терентий Иванович» Ю. М. Свирина — Бурят
- 1941 — «Хозяйка гостиницы» К. Гольдони — Форлипополи
- 1943 — «Ревизор» Н. В. Гоголя — Хлестаков
- 1947 — «Бесприданница» А. Н. Островского — Карандышев
- 1945 — «На всякого мудреца довольно простоты» А. Н. Островского — Голутвин
- 1955 — «На всякого мудреца довольно простоты» А. Н. Островского — Нил Федосеич Мамаев
- «Царь Фёдор Иоаннович» А. К. Толстого — Царь Фёдор
- «Бесприданница» А. Н. Островского — Робинзон
- «Без вины виноватые» Островского — Шмага
- «Нашествие» Л. М. Леонова — Фаюнин
- «Суббота, воскресенье, понедельник» Э. Де Филиппо — Антонио
- «Дачники» М. Горького — Двоеточие
- «Верность» по «Чёрным птицам» Н. Ф. Погодина — Крутояров
- «Смерть Иоанна Грозного» А. К. Толстого — Захарьин-Юрьев
- «Всего три дня» Н. П. Анкилова — Матвей Орлов
- «Энергичные люди» В. М. Шукшина — Брюхатый
- «Живо́й труп» Л. Н. Толстого — Протасов
- «Доходное место» А. Островского — Юсов
- «Гамлет» Шекспира — Полоний
- «Варвары» М. Горького — Монахов
- «Лиса и виноград» Гильерме Фигейредо — Эзоп
- «Первая конная» В. Вишневского — Будённый
- «Добежать, отдышаться…» Е. Чебалина — Хуттартэм
- «Иван Васильевич» М. Булгакова — Бунша
- «Три сестры» А. Чехова — Чебутыкин
- «Солдатская вдова» Н. Анкилова — Дед Савелий